# Pont Nou (Sant Climent Sescebes)
El Pont Nou és una obra de Sant Climent Sescebes (Alt Empordà) inclosa a l'Inventari del Patrimoni Arquitectònic de Catalunya.

## Descripció
Situat al sud del nucli urbà de la població de Sant Climent, sortint de la vila per la carretera GI-602 en direcció al veïnat de l'Ullastre i el poble de Capmany, damunt del curs de la riera d'Anyet.
Es tracta d'un pont de planta rectangular format per cinc arcs de mig punt bastits amb maons i recolzats damunt de pilastres rectangulars, que presenten les impostes motllurades. Aquestes estan bastides amb carreus escairats disposats en filades. Per les cares exteriors, els arcs estan adovellats de manera molt regular i presenten la clau destacada. La resta de l'estructura està bastida en pedra desbastada de mida gran, disposada regularment. L'estructura no disposa de cap mena de barana, donat que damunt seu només hi circula la carretera.